# Movie Battles 2
Movie Battles 2 (MB2) — бесплатная модификация для многопользовательской игры Star Wars Jedi Knight: Jedi Academy, изменяющая игровую механику и правила игры. Основой игрового процесса являются пятиминутные сражения между двумя командами в режиме SIEGE. Модификация регулярно дополняется новыми картами и моделями, периодически улучшаются старые карты, корректируются игровые механики.

## Игровой процесс
Перед началом раунда игроки присоединяются к одной из двух сторон, которые олицетворяют Свет и Тьму. В зависимости от сделанного выбора игрок получает доступ к соответствующим его стороне классам. Каждый класс имеет свой набор оружия и умений, которые можно приобрести и улучшить за специальные очки навыков. Так, мандалорец имеет реактивный ранец и мощную ракету, а солдаты-клоны могут иметь мощный электрический заряд, оглушающий вражеских солдат.
Длительность раунда — 5 минут. За это время игроки должны либо уничтожить всех противников, либо выполнить одно или несколько заданий. Тип заданий зависит от местности, на которой проходит сражение. Наиболее распространённые разновидности заданий — закладка бомб, взлом компьютерных терминалов, охрана или уничтожение NPC и иных объектов.
Сражения ведутся на разнообразных картах, каждая из которых воссоздает известные локации из фильмов, мультфильмов, комиксов и игр вселенной «Звёздных войн».
Все карты условно можно разделить на обычные и дуэльные. Обычные карты имеют большее игровое пространство, длинную цепь заданий, а иногда и различную боевую технику, доступную для использования игроками. Дуэльные карты сравнительно меньше и, в основном, используются для поединков на световых мечах.

## Режимы игры
Всего в игре существуют четыре режима: «Открытый», «Аутентичный», «Дуэльный» и «Легенды». Открытый режим предлагает полную свободу в выборе классов, скинов и умений, а шансы на победу зависят от правильного выбора экипировки, распределения навыков и опыта самих игроков.
Аутентичный режим отличается наличием уже готового игрового сеттинга, уникального для каждой карты, в частности, уже готовые наборы персонажей с заранее выбранными навыками и экипировкой. При этом границы классов и пределы их способностей не всегда соответствуют тому, что доступно в Открытом режиме.
Дуэльный режим представляет собой арену. Здесь игроки сражаются друг с другом с помощью двух классов — джедаи и ситхи. Длительность раундов этого режима — 15 минут. Каждый игрок имеет неограниченное количество жизней, однако после потери каждой третьей жизни игрок должен подождать определённое время перед возрождением.

## Бои насветовых мечах
Разработчики полностью переработали систему боя на световых мечах, добавив новые движения, а также изменив анимацию и механику.
Среди новых действий появились толчки рукой и блок. Вместе с блоком разработчиками был введен и новый показатель — «Очки блока». Очки блока расходуются при отражении и нанесении ударов, а восстанавливаются, когда игрок не движется или ходит шагом. В случае если очки блока падают до нуля, игрок больше не сможет отражать удары.
Дуэль представляет собой смесь ударов, контрударов, блоков, толчков, ходьбы и бега.
Игрок может повысить эффективность своих действий путём улучшения умений «Защита мечом» (англ. Saber Defense) и «Отражение мечом» (англ. Saber Deflect).
Каждый новый уровень нападения мечом дает в распоряжение игрока новый стиль. Всего есть пять стилей для стандартного меча. Три из них доступны в Открытом режиме, остальные можно получить только в Аутентичном режиме, выбрав персонажа, который ими обладает. Есть два дополнительных стиля, доступных при использовании посоха или двух мечей сразу.
Каждый новый уровень защиты мечом снижает расход очков блока и увеличивает скорость их восстановления.

## История создания
Разработка модификации началась в 2003 году под руководством Ричарда Херта, известного в сети под псевдонимом RenegadeOfPhunk. За основу для будущего модификации изначально была взята игра Star Wars Jedi Knight II: Jedi Outcast, предпоследняя игра серии. Целью проекта была переработка оригинального игрового процесса в нечто похожее на Counter-Strike, с той разницей, что вместо современного оружия игроки бы сражались, используя световые мечи и другое вооружение из вселенной «Звёздных войн». Впоследствии модификация была переделана под Star Wars Jedi Knight: Jedi Academy и получила название Movie Battles 2.
Параллельно с Movie Battles 2 была начата разработка модификации The New Era на движке Source. The New Era изначально рассматривалась разработчиками как идейный наследник MB2 с улучшенной физикой и графикой, но на практике модификация получила уклон в сторону режима Deathmatch, несмотря на то, что обе модификации разрабатываются одними и теми же людьми.
В 2004 году появился сайт модификации, на котором разработчики стали регулярно выкладывать обновления бета-версии Movie Battles 2, включавшие очередные изменения механики боя на световых мечах, новые карты, скины и исправления багов предыдущих версий. В апреле 2010 года разработчики объявили об окончании стадии бета-тестирования и выпустили V0, которая, тем не менее, была встречена резкой критикой со стороны игроков в связи с обилием багов в системе боя на световых мечах.
В 2005 году на страницах журнала PC Gamer появилась статья с обзором модификации. В том же году MB2 вместе с другими пользовательскими модификациями была упомянута в журнале Sky News.